# Украјина на Летњим олимпијским играма 2016.
Украјина је учествововала на Летњим олимпијским играма 2016. које су се одржале у Рио де Жанеиру (Бразил) од 5. до 21. августа 2016. године. Било је то шесто учешће украјинских спортиста на Летњим олимпијским играма откако је Украјина постала независна држава. 
Украјина је имала  деведест троје квалификованих спортиста у дванаест спортова. 

## Освајачи медаља

### Злато
- Олег Верњајев — Гимнастика, паралелни разбој
- Јуриј Чебан — Кајак и кану, Ц-1 200 м

### Сребро
- Сергеј Кулиш — Стрељаштво, 10 м ваздушна пушка
- Олег Верњајев — Гимнастика, вишебој појединачно
- Олга Харлан, Алина Комашчук, Алена Кравацка, Алена Вороњина — Мачевање, сабља екипно
- Жан Белењук — Рвање, грчко-римски стил до 85 кг
- Павло Тимошченко — Модерни петобој, појединачно

### Бронза
- Олга Харлан — Мачевање, сабља појединачно
- Богдан Бондаренко — Атлетика, скок у вис
- Дмитро Јанчук, Тарас Мишчук — Кајак и кану, Ц-2 1000 м
- Ана Ризатдинова — Ритмичка гимнастика, појединачно

## Учесници по спортовима
| Спорт            | Мушкарци | Жене | Укупно |
| ---------------- | -------- | ---- | ------ |
| Атлетика         | 17       | 33   | 50     |
| Веслање          | 4        | 0    | 4      |
| Гимнастика       | 0        | 6    | 6      |
| Кајак и кану     | 3        | 4    | 7      |
| Коњички спорт    | 3        | 1    | 4      |
| Модерни петобој  | 2        | 1    | 3      |
| Пливање          | 4        | 2    | 6      |
| Рвање            | 4        | 1    | 5      |
| Синхроно пливање | 0        | 2    | 2      |
| Скокови у воду   | 3        | 3    | 6      |
| Стреличарство    | 1        | 1    | 2      |
| Стрељаштво       | 6        | 2    | 8      |
| 8 спортова       | 57       | 65   | 122    |

## Атлетика
Украјински атлетичари квалификовали су се у следећим дисциплинама у складу са нормама Међународне атлетске федерације.
Мушкарци
- 200 м - Серхиј Смељик
- 400 м - Виталиј Бутрим
- Маратон - Александр Ситковскиј, Игор Алефиренко, Серхиј Лебид
- 20 км ходање - Руслан Димитренко, Игор Главан, Назар Коваленко
- 50 км ходање - Иван Банзерук, Серхиј Буџа, Игор Сахарук
- Скок у вис - Богдан Богдаренко Андриј Протценко, Дмитро Јаковенко
- Троскок - Виктор Кузњецов
- Бацање кладива - Јевген Виноградов
- Бацање копља - Дмитро Косински
- Десетобој - Алексиј Касјанов

## Коњички спорт
- Тим у препонском јахању - 4 квоте (сви стратују и појединачно)

## Пливање
Мушкарци
- 50 м слободно - Андриј Говоров
- 1500 м слободно - Серхиј Фролов, Михајло Романчук

Жене
- 50 м слободно - Дарија Степањук

## Рвање
Мушкарци
- Грчко-римски стил до 85 кг - Жан Белењук
- Грчко-римски стил до 98 кг - Димитриј Тимченко
- Грчко-римски стил преко 130 кг - Александр Черњецкиј
- Слободни стил до 97 кг - Павло Олињик

Жене
- Слободни стил до 63 кг - Јулија Астапчук

## Стреличарство
- Мушкарци појединачно - 1 квота
- Жене појединачно - 1 квота